# اجنهالی، سیرا
اجنهالی، سیرا (به انگلیسی: Ajjenahalli, Sira) یک منطقهٔ مسکونی در هند است که در کارناتاکا واقع شده‌است.